# Blaues Band
|  | Dieser Artikel wurde aufgrund wesentlicher Mängel auf der Qualitätssicherungsseite des Portal:Schifffahrt eingetragen. Artikel, die nicht signifikant verbessert werden, können gegebenenfalls gelöscht werden. Bitte hilf mit, die inhaltlichen Mängel dieses Artikels zu beseitigen, und beteilige dich an der Diskussion. |

Das Blaue Band (auch: Blaues Band des Atlantiks, Blue Riband of the Atlantic) steht im europäisch-nordamerikanischen Kulturraum für eine Ehrung, die das schnellste Schiff für bezahlende Passagiere auf der Transatlantik-Route Europa – New York erhalten hat.

## Herkunft
Das Blaue Band wurde wahrscheinlich in den 1860er Jahren von transatlantischen Reedereien zu Publizitätszwecken eingeführt. Anderen Quellen zufolge ist es eine Kreation von britischen Journalisten, die diesen Begriff gegen Ende des 19. Jahrhunderts aus dem heimischen Pferdesport, dem Derby, für die Schifffahrt entlehnt haben. Seit 1780 wird beim Derby nachweislich eine Blaue Schleife dem schnellsten Pferd verliehen – als äußeres Zeichen des Sieges. Die Blaue Schleife als Auszeichnung geht wohl wiederum auf das blaue Band (Cordon bleu) des Ordens vom Heiligen Geist zurück, in frankophonen Ländern wird sie auch für besondere Kochkünste verliehen.
In der Dampfschifffahrt bekam nun jedes neue Passagierschiff, das mit seiner Durchschnittsgeschwindigkeit bei der Nordatlantiküberquerung einen Rekord aufstellte, diese Ehrung verliehen. Die vorangegangenen, seit 1838 unter dem Begriff „record breaker“ geführten Dampfschiffe wurden quasi posthum mit dieser Ehre ausgezeichnet. Daher beginnen alle Listen der Rekordschiffe mit Sirius und Great Western aus dem Jahr 1838. Der Beginn der transatlantischen Dampfschifffahrt ist somit auch der Beginn der Geschichte des Kampfes um das Blaue Band.
Da es nie ein offizielles Blaues Band gab, gab es auch keine übergeordneten Institutionen, die es an die „record breaker“ und Reedereien hätten verleihen können. Erst 1935 bekam die „Jagd“ nach dem Blauen Band einen offiziellen Anstrich. Der britische Parlamentsabgeordnete Harold K. Hales stiftete eine silberne Statuette als Symbol für das Blaue Band. Die North Atlantic Blue Riband Challenge Trophy ist etwa 46 Kilogramm schwer und 1,20 Meter hoch.

## Reglement
Bis zur Stiftung der Hales-Trophäe galt, dass für den Rekord die gefahrene Durchschnittsgeschwindigkeit auf der Fahrt von Westeuropa nach Nordamerika, aber auch umgekehrt, als Grundlage gelten sollte. Dabei wurde nur die Geschwindigkeit auf dem „offenen“ Ozean gemessen. Die Geschwindigkeitsrekorde wurden also in beiden Richtungen gefahren, es war möglich, dass es zwei Rekordhalter gleichzeitig gab – einen auf Westkurs nach Nordamerika und einen auf Ostkurs nach Europa. Die Strecke auf Ostkurs war dabei mit dem Golfstrom und der Windunterstützung im Allgemeinen etwas schneller zu fahren. Es gab allerdings keinen Grund, die auf Ostkurs erbrachten seemännischen und technischen Leistungen weniger zu würdigen als die auf dem schwierigeren Westkurs.
Mit Stiftung der Hales-Trophäe und Gründung eines internationalen Komitees „Blaues Band“ wurden die Strecken und Regeln bindend festgelegt. Der Anfangs- bzw. Endpunkt auf der nördlichen Route waren der Leuchtturm Bishop Rock auf den Scilly-Inseln vor Südwestengland und das Feuerschiff Ambrose vor der Einfahrt in den New Yorker Hafen. Für die südliche Route galt Punta Marroquí, 15 Seemeilen südlich von Gibraltar, als Startpunkt; der Endpunkt war ebenfalls das Feuerschiff Ambrose. Nur ein einziges Mal wurde auf der südlichen Route ein Rekord aufgestellt, 1933, durch die italienische Rex. Die gefahrene Durchschnittsgeschwindigkeit blieb weiterhin bindend.
Ein zusätzliches Problem waren die unterschiedlichen Längen der einzelnen Strecken. Die nördliche Route war etwa 2600 Seemeilen lang, konnte aber je nach Starthafen (Ärmelkanal oder St. Georgskanal) um etwa 100 Seemeilen variieren, während die südliche Route etwa 3100 Seemeilen lang war. Dies alles sorgte manchmal für Verwirrung bei der Ermittlung und Festlegung eines neuen Rekordes.

## Geschichte
1838 waren in Großbritannien gleich drei Gesellschaften damit beschäftigt, einen Liniendienst mit Dampfschiffen auf dem Atlantik einzurichten: die British & American Steam Navigation Company (B&A) aus London, die Great Western Steamship Company (GW) mit Sitz in Bristol und die Transatlantic Steamship Company in Liverpool. Alle drei hatten eigens Neubauten in Auftrag gegeben. Die Fertigstellung des Neubaus der B&A, der British Queen, verzögerte sich, und so charterte die Gesellschaft den kleinen Raddampfer Sirius (703 BRT) – man wollte sich die werbewirksamen Auswirkungen der ersten Atlantikfahrt nicht entgehen lassen. Am 4. April 1838 stach die Sirius nach New York in See, um am 22. April am Ziel anzukommen. Die Sirius war das erste Schiff, das den Atlantik ausschließlich mit Dampfkraft überquert hatte. Nur wenige Stunden nach der Sirius traf auch die Great Western (1340 BRT) der GW ein; da die Great Western einige Tage nach der Sirius losgefahren war, war sie die schnellere. Die Überfahrt der Great Western dauerte 15 Tage und 12 Stunden, dies entsprach einem Mittel von 8,66 Knoten. Im Herbst desselben Jahres nahm auch die Liverpool (1150 BRT) – der erste Dampfer mit zwei Schornsteinen – von der Transatlantic S.S. Co. den Betrieb auf. 1839 konnte die B&A nun auch ihren Neubau, die British Queen (1862 BRT), in Dienst stellen. Der Passagierverkehr mit Dampfschiffen auf der Transatlantikroute war eröffnet.
1840 erschienen die ersten Dampfer der Cunard Line, gegründet von dem kanadischen Geschäftsmann Samuel Cunard, mit Sitz im englischen Liverpool. Mit Postsubventionen versehen, war das neue Unternehmen finanziell gut abgesichert. Die Reederei bestellte gleich eine Serie von vier Schwesterschiffen: Britannia, Acadia, Caledonia und Columbia (je 1175 BRT). Die Raddampfer Britannia und Columbia stellten auch gleich neue Rekorde auf. Die Cunard-Schiffe verkürzten die Dauer der Überfahrt auf 14 Tage und 8 Stunden mit einer Durchschnittsgeschwindigkeit von 10 Knoten. Mit der weiteren Zunahme des Schiffsverkehrs begannen auch die Schiffskatastrophen auf der Nordatlantik-Route zuzunehmen. 1841 blieb die im Jahr davor gebaute President (2366 BRT) der B&A mit 136 Passagieren an Bord verschollen und die Gesellschaft ging in Konkurs, da die Passagiere das Vertrauen in die Gesellschaft verloren hatten. Die President war der erste Dampfer, der auf dem Atlantik gesunken war. Auch Cunard hatte einen frühen Schiffsverlust zu verkraften, die Columbia strandete bei Kap Sable (Nova Scotia) und musste aufgegeben werden. Doch bis 1850 stellte Cunard acht neue Raddampfer in verschiedenen Serien neu in Dienst und glich den Verlust mehr als aus. Von diesen Neubauten stellten Hibernia (1423 BRT), Cambria (1423 BRT), America (1834 BRT), Europa (1834 BRT), Canada (1834 BRT) und Asia (2226 BRT) neue Rekorde auf. Die Asia, aus dem Jahr 1850, brauchte bereits nur noch 10 Tage und 8 Stunden für die Reise nach New York. Die Great Western S. S. Co. stellte die revolutionäre Great Britain (3270 BRT), den ersten Dampfer aus Eisen und mit Schraubenantrieb, in Dienst. Doch vermochte sie nicht, der Cunard Line das Blaue Band abzujagen und gab schließlich auf. Die Cunard Line war die führende Reederei im Transatlantik-Service.
1848 erwuchs Cunard neue Konkurrenz in Form einer US-Reederei, der New York & Liverpool United States Mail Steamship Company, nach ihrem Gründer Edward Collins kurz Collins Line benannt. Sie wurde mit Subventionen seitens des US-Kongresses unterstützt. 1850 stellte die Reederei eine Serie von vier Raddampfern in Dienst: Baltic, Pacific, Atlantic und Arctic (je 2856 BRT). Der Seitenraddampfer Pacific eroberte dann auch das Blaue Band. Die Schwesterschiffe Baltic und Arctic stellten weitere Rekorde auf und verkürzten die Überfahrt auf unter 10 Tage (9 Tage, 17 Stunden und 15 Minuten, 13,03 Knoten). Das neue an den Collins-Dampfern war, dass sie keinen Klipperbug mehr hatten wie Segelschiffe, sondern den senkrechten Bug, wie er für sämtliche Überseeschiffe in nächster Zeit typisch wurde. 1854 erlitt Collins einen katastrophalen persönlichen und wirtschaftlichen Verlust, als der Dampfer Arctic bei Nebel mit zu hoher Geschwindigkeit mit dem kleinen französischen Dampfer Vesta nahe Kap Race kollidierte und sank; dabei fanden 351 Menschen den Tod, darunter auch Collins’ Ehefrau und seine beiden Kinder. 1856 blieb auch noch die Pacific mit 286 Passagieren an Bord auf dem Atlantik verschollen. Der US-Kongress strich die Subventionen, die Reederei ging 1858 in Konkurs.
Das Blaue Band war seit 1856 wieder im Besitz eines Cunard-Dampfers, der Persia. Die Persia (3300 BRT) brauchte 8 Tage, 23 Stunden und 19 Minuten für die Überfahrt, dies entsprach 13,11 Knoten. 1863 unterbot ein weiterer Cunard-Liner, die Scotia (3871 BRT), den Persia-Rekord und verkürzte auf 8 Tage, 9 Stunden. Die Scotia war der letzte Raddampfer auf der Transatlantik-Route. Inzwischen verschärfte sich der Wettbewerb auf dem Nordatlantik, denn immer mehr neue Reedereien stiegen in diesen Liniendienst ein; so 1847 die deutsche Hapag, 1850 die britische Inman Line, 1854 die britische Allan Line, 1856 der Norddeutsche Lloyd sowie die britische Anchor Line, 1862 die französische Compagnie Générale Transatlantique, 1863 die britische National Line, 1866 die britisch-US-amerikanische Guion Line, 1868 die britische White Star Line, 1871 die Holland-Amerika Lijn aus den Niederlanden und 1872 die belgisch-US-amerikanische Red Star Line.
1869 unterbot die City of Brussels (3081 BRT) der Inman Line den Scotia-Rekord und war weniger als 8 Tage unterwegs. Die City of Brussels war der erste Schraubendampfer, der das Blaue Band gewann. Dieses verlor sie 1872 an die Adreatic (3867 BRT) der neugegründeten White Star Line. Diese Gesellschaft eröffnete den Betrieb mit einer Serie von sechs baugleichen Schwesterschiffen: Oceanic, Atlantic, Baltic, Republic, Adriatic und Celtic. Alle wurden zwischen 1870 und 1872 in Dienst gestellt und waren mit 3700 bis 3800 BRT vermessen. Das neue an diesen Dampfern war, dass die Aufbauten zum ersten Mal über die volle Breite des Schiffes reichten und ein richtiges überdachtes Promenadendeck entstanden war. Dazu kam der gerade Bilgenbug, wodurch sich die Dampfer nun deutlich von den Segelschiffen zu unterscheiden begannen. Im darauffolgenden Jahr stellte die Baltic einen weiteren Rekord auf. Die White-Star-Schiffe der ersten Generation brauchten 7 Tage, 20 Stunden für die Überfahrt mit einem Mittel von 14,7 Knoten. White Star stellte bald größere und schnellere Neubauten in Dienst, um ihre Stellung im Transatlantik-Verkehr zu festigen, aber auch um den Verlust der Atlantic auszugleichen. Die Atlantic war 1873 nahe Halifax auf Grund gelaufen und gesunken, 585 von 1038 Menschen verloren dabei ihr Leben, die anderen 453 konnten gerettet werden.
Die mit 5008 BRT vermessenen Schwesterschiffe Germanic und Britannic stellten 1875 bzw. 1876 durch neue Geschwindigkeitsverbesserungen den Ruf der White Star Line wieder her, nur kurz unterbrochen durch den Inman-Liner City of Berlin (5526 BRT). Die Britannic erreichte 1876 eine Geschwindigkeit von knapp 16 Knoten und verkürzte die Dauer der Überfahrt auf 7 Tage. 1879 erschienen dann die Windhunde des Atlantiks (Greyhounds of the Atlantic) der Guion Line: Arizona (5147 BRT) und 1882 die Alaska (6932 BRT). Die Schiffe erreichten 16 bis 17 Knoten und waren 6 Tage, 18 Stunden und 37 Minuten für eine Überfahrt unterwegs. Die Guion Line hatte bereits vorher in den Kampf ums Blaue Band einzugreifen versucht. Die eigens für dieses Vorhaben 1874 bzw. 1875 in Dienst gestellten Schwesterschiffe Montana und Dakota enttäuschten jedoch und gelten als die größten Versager in der Historie ums Blaue Band. Guion gab aber nicht auf, und die Arizona erfüllte die Erwartungen. Der Preis für diese Rekorde war allerdings sehr hoch. Die Schiffe hatten ein schlechtes Verhältnis beim Kohleverbrauch, gemessen an der Zahl der Passagiere; die Guion Line bekam bald erhebliche finanzielle Probleme. Ihr neuer 1883 in Dienst gestellter projektierter „record breaker“ Oregon (7375 BRT) erfüllte dann auch alle Erwartungen, doch die Reederei hatte kein Geld mehr und musste 1894 ganz aufgeben. Die Oregon ging an die Werft zurück und wurde an die Cunard Line verkauft, die nach über 20 Jahren wieder ein im Wettbewerb um das Blaue Band erfolgreiches Schiff hatte.
Die renommierte Cunard Line hatte in den sechziger und siebziger Jahren des 19. Jahrhunderts mit erheblichen Problemen zu kämpfen, da die Umstellung vom Rad- auf die Schraubendampfer nicht ohne Probleme vonstattengegangen war. Dazu musste man bei den Postsubventionen einige Einbußen hinnehmen durch die Konkurrenz von Inman, White Star und Guion. 1879 wurde die Cunard Line in eine Aktiengesellschaft umgewandelt, um den Konkurs abzuwenden und umfangreich in die Modernisierung der Flotte zu investieren. Neue Rekorde stellte jedoch keiner der Neubauten auf. 1884 kaufte Cunard die Oregon der in einer finanziellen Krise steckenden Guion Line und bekam so wieder einen „record breaker“. Die Oregon sank 1886 nach Kollision auf dem Atlantik, sämtliche Passagiere und Besatzungsmitglieder konnten gerettet werden, womit der nach wie vor gute Ruf der Reederei gewahrt blieb.
1885 stellte Cunard die Schwesterschiffe Etruria und Umbria (7718 BRT) in Dienst, beide gewannen mit Geschwindigkeiten zwischen 18 und 19 Knoten das Blaue Band. Beide Liner waren der 6-Tage-Grenze für die Überfahrt sehr nahe. Zwischenzeitlich hatte 1884 eine weitere Reederei, die National Line, am Rennen über dem Atlantik mit der neuen America (5528 BRT) teilgenommen. Ob die America einen Rekord aufgestellt hat, ist strittig, aber sie kann zumindest als rekordverdächtig geführt werden. Sie konnte den Niedergang ihrer Reederei, der angesehenen National Line, nicht aufhalten. 1889 setzte die Inman Line mit den Schwesterschiffen City of Paris (10.499 BRT) und City of New York (10.699 BRT), die ersten Passagierschiffen mit mehr als 10.000 BRT ein. Sie benötigten weniger als sechs Tage für die Überfahrt mit einem Mittel von 20 Knoten. Die Inman Line meldete sich dadurch eindrucksvoll zurück, nachdem die Gesellschaft noch Anfang der 1880er Jahre in eine tiefe Krise geraten war. Die 1881 in Dienst gestellte und als Blaue-Band-Renner gedachte City of Rome (8415 BRT) konnte die in sie gesetzte Erwartungen nicht erfüllen, und Inman gab das Schiff zurück an die Werft. Die Reederei geriet dadurch in erhebliche Schwierigkeiten und wurde 1886 durch eine US-amerikanische Linie aufgekauft und als Inman & International neu aufgestellt. Die Inman Line war ein Beispiel dafür, wie zerstörerisch ein versagender Renner sein konnte. Bis 1893 behielt Inman die Trophäe, 1891 kurz unterbrochen durch die White-Star-Schwesterschiffe Teutonic und Majestic (je 9984 BRT), die letzten Blaue-Band-Renner der White Star Line. 1892 holte die City of New York ein letztes Mal die Trophäe für Inman zurück, und 1893 jagte es ihr die Cunard Line mit den Schwesterschiffen Campania (12.950 BRT) und Lucania (12.952 BRT) wieder ab. Beide durchbrachen die 21-Knoten-Grenze und querten den Atlantik in 5 Tagen, 17 Stunden und 27 Minuten. Die Inman Line wurde derweil durch ihre Mutterreederei aufgelöst, nachdem der US-Kongress die Erlaubnis erteilte, die ehemaligen Inman-Schiffe in das US-Register einzuflaggen. Bis 1897 hielten die Cunard-Schiffe die Trophäe.

### Deutsche Herausforderer

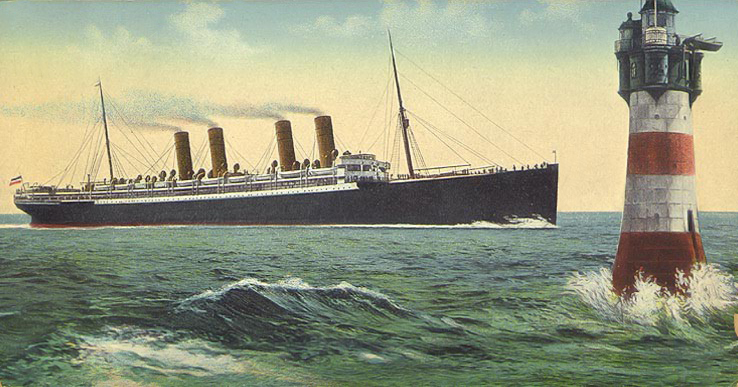
Kronprinz Wilhelm, 1901 (Postkarte)

1897 erhielt die Kaiser Wilhelm der Große (14.349 BRT) das Blaue Band für den Norddeutschen Lloyd aus Bremen mit dem Kapitän Ludwig Störmer, erst auf Ostkurs, 1898 dann auch auf Westkurs. Nicht nur, dass das schnellste Schiff einer deutschen Reederei gehörte, sondern es war auch noch von einer deutschen Werft gebaut worden. Für die damalige Zeit war dies eine kleine Sensation, da bisher britische Reedereien mit auf britischen Werften gebauten Schiffen das Geschehen bestimmten. Für die nächsten zehn Jahre beherrschten deutsche Schiffe den Nordatlantik.
1899 versuchte die White Star zu kontern und stellte die mit 17.274 BRT vermessene Oceanic in Dienst, das größte Schiff der Welt. Nach Vorgabe der Reederei sollte die Oceanic mindestens 21 Knoten laufen können, erreichte aber nur 19,57, zwei Knoten langsamer als der Große Kaiser. Die White Star zog die Konsequenz daraus und setzte die Reisegeschwindigkeit der Oceanic auf 17 Knoten herab. Die Reederei änderte ihre Geschäfts-Philosophie, die Passagiere sollten von nun an mit schierer Größe und noch nie gesehenem Komfort auf die Schiffe gelockt werden. „Big is beautiful“ lautete die neue White-Star-Politik. Das Rennen machten die Deutschen unter sich aus. 1900 jagte die Deutschland (16.502 BRT) der Hapag dem Großen Kaiser das Blaue Band ab. Die Deutschland litt aber bei hohen Geschwindigkeiten unter starken Vibrationen, deswegen und wegen des hohen Kohleverbrauchs drosselte man die Geschwindigkeit. Das Schiff blieb der einzige Blaue-Band-Renner der Hapag. 1902 überbot der Schnelldampfer Kronprinz Wilhelm des Deutschen Lloyd – eine vergrößerte Ausführung der Kaiser Wilhelm der Große – den Rekord der Deutschland. 1904 gewann die Kaiser Wilhelm II. das Blaue Band, und bis 1907 blieb das Blaue Band bei deutschen Schiffen.
Im Transatlantik-Geschäft hatte es zu Beginn des 20. Jahrhunderts einige Veränderungen gegeben. Der US-amerikanische Bankier J.P. Morgan begann, eine Reederei nach der anderen aufzukaufen, um eine Monopolstellung zu erreichen; sogar die renommierte White Star Line wurde dem Morgan-Imperium eingegliedert. Die aufgekauften Reedereien wurden im IMMC-Trust zusammengefasst. Während die deutschen Reedereien – Hapag und Lloyd waren damals die größten der Welt – mit der US-Firma kooperierten (zwar wollte man nicht verkaufen, aber einen unnötigen Konkurrenzkampf vermeiden), widersetzte sich die Cunard Line einer Übernahme.

### Britische Initiativen
Cunard übte solange Druck auf das britische Parlament aus, bis ein Darlehen und jährliche Subventionen für Neubauten bewilligt wurden. Nur schnelle Schiffe schienen der Garant für die Unabhängigkeit der Cunard Line zu sein. Die 1907 in Dienst gestellten Schwesterschiffe Lusitania (31.550 BRT) und Mauretania (31.938 BRT) waren der Höhepunkt dieses Bauprogramms. Beide Schiffe holten das Blaue Band zurück nach England, die Mauretania sollte es bis 1929 behalten. Das Revolutionäre an beiden Schiffen war der Dampfturbinenantrieb; um die hohe Geschwindigkeit von 26 Knoten zu halten, mussten die Heizer täglich 1000 Tonnen Kohle in die Kessel schaufeln. Die Überfahrt war auf unter fünf Tage verkürzt; Lucy und Maury, so ihre Kosenamen, machten das Wettrennen unter sich aus und retteten ihre Reederei vor der Übernahme.
Die White Star Line war das Aushängeschild des IMMC-Trusts und durch die Cunard-Rekordschiffe herausgefordert. Der neuen Geschäftspolitik folgend hatte sich White Star nicht mehr am Geschwindigkeits-Wettrennen beteiligt, wohl aber eine Reihe von großen Linern gebaut, die mehr Gewinn abwarfen als die Cunard-Schiffe, bis Lusitania und Mauretania erschienen. Die größten White-Star-Schiffe waren die zwischen 1902 und 1907 gebauten, mit 20.000 bis 24.000 BRT vermessenen „Big Four“: Celtic, Cedric, Baltic und Adriatic. Die White Star musste der Cunard Line etwas entgegenstellen; Die drei Schiffe Olympic, Titanic und Britannic der Olympic-Klasse waren die Antwort. Keines dieser komfortbetonten Schiffe war als Rekordschiff geeignet, denn sie waren mit maximal 23 bis 24 Knoten außer Stande, der 26 Knoten schnellen Mauretania den Rang abzulaufen. Es ist eine Legende, dass die Titanic auf ihrer schicksalsträchtigen Jungfernfahrt einen neuen Rekord aufstellen sollte. In der Nacht vom 14. auf den 15. April 1912 war die Titanic mit einem Eisberg zusammengestoßen und versank im Nordatlantik, etwa 1500 Menschen verloren dabei ihr Leben. Trotz mehrerer Eiswarnungen hatte der Kapitän das Schiff mit voller Geschwindigkeit durch die Nacht fahren lassen.
An Rekordfahrten war vorerst niemand mehr interessiert, aber die Größenentwicklung der Schiffe ging weiter. 1913 nahm die Hapag den ersten ihrer geplanten Serie von 50.000-Tonnern in Dienst: den Imperator (52.117 BRT), Typschiff der gut 23 Knoten schnellen Imperator-Klasse, die damals die größten Schiffe der Welt waren. Ihm folgte ein Schwesterschiff, die mit 52.282 BRT vermessene Vaterland. Ein drittes Schiff mit dem Namen Bismarck wurde nie für die Hapag in Dienst gestellt, sie musste 1922 als Majestic für die White Star fertiggestellt werden. Cunard stellte 1914 mit der 23 Knoten schnellen Aquitania (45.647 BRT) ihren ersten 40.000-Tonner in Dienst.
Der Erste Weltkrieg unterbrach die Entwicklung und viele Reedereien hatten hohe Verluste an Mannschaften und Schiffen. Viele der deutschen Schiffe mussten anschließend als Reparationsleistung abgegeben werden.

### Zwischen den Kriegen
Nach dem Krieg begann sich die Situation im Transatlantik-Geschäft zu verändern: War bis 1914 noch der Transport von Auswanderern die Haupteinnahmequelle der Reedereien gewesen, so brach diese Klientel nun weg. Die USA begannen drastische Einwanderungsbeschränkungen einzuführen, so dass bis Mitte der 20er Jahre der Auswanderertransport nur noch untergeordnete Bedeutung hatte. Die neue sogenannte Mittelschicht wurde jetzt zum Hauptziel der Reedereien. Die Zwischendecks verschwanden auf den Schiffen und an ihre Stelle trat die Touristen-Klasse. An neue Rekordschiffe war nicht zu denken, die Reedereien mussten erst mit der neuen Situation klarkommen.
1929 stellte dann der deutsche Turbinendampfer Bremen (51.656 BRT) des Norddeutschen Lloyd einen neuen Rekord auf und holte das Blaue Band wieder nach Deutschland. 1930 folgte das Schwesterschiff Europa (49.746 BRT). Die alte Mauretania der Cunard Line konnte den neuen deutschen Schiffen nichts entgegensetzen. Bremen und Europa erreichten 28 Knoten und verkürzten die Überfahrt auf 4 Tage, 14 Stunden und 30 Minuten. Zudem gab es in Deutschland mit dem LZ 127 eine noch schnellere Alternative.
1933 holte die Rex (51.062 BRT) der Italia S.A.N. auf der südlichen Route zum ersten und einzigen Mal das Blaue Band nach Italien. Hinter diesem Vorgang standen aber weniger wirtschaftliche als machtpolitische Absichten des regierenden Regimes unter Mussolini. 1935 ging das Blaue Band an die Normandie der Compagnie Générale Transatlantique aus Frankreich. Die Normandie gilt als einer der schönsten Transatlantik-Liner aller Zeiten. Mit 79.280 BRT vermessen war sie das größte Schiff bei ihrer Indienststellung, und mit 313,75 Metern auch das längste. Sie eroberte mit einem Mittel von 30 Knoten (4 Tage, 3 Stunden, 2 Minuten) das Blaue Band und hisste beim Einlaufen in den Hafen von New York einen 30 Meter langen blauen Wimpel – für jeden erreichten Knoten einen Meter Stoff. Davon existiert ein Foto, womit die Normandie die einzige nachweisliche Trägerin eines Blauen Bandes ist.
1936 griff auch die Cunard Line, inzwischen vereinigt mit ihrer früheren Erzrivalin, der White Star Line, wieder in das Geschehen ein, mit der Queen Mary (80.774 BRT). Normandie und Queen Mary überboten sich nun gegenseitig, doch die Queen Mary behielt letztendlich die Nase vorn. Mit einem Mittel von 30,14 Knoten war die Überfahrt auf 3 Tage, 23 Stunden und 57 Minuten verkürzt, die 4-Tage-Grenze war durchbrochen. Bei der Cunard-White Star wusste man, dass ein 80.000-Tonner allein wohl nicht optimal rentabel sein konnte, weswegen ein etwas größeres ähnliches Schiff der QM zur Seite gestellt werden sollte. 1940 wurde dieses Schiff von der John Brown-Werft fertiggestellt; die Queen Elizabeth (83.673 BRT), aber im Transatlantik-Service konnte sie nicht eingesetzt werden, da erneut ein Weltkrieg ausgebrochen war.
Der Zweite Weltkrieg brachte weitere große Veränderungen mit sich, die technische Entwicklung des Flugzeugs z. B. machte große Fortschritte. Nach dem Kriegsende mussten die Reedereien wieder von vorn anfangen, viele der großen Luxusliner aus der Vorkriegszeit waren verschwunden. Normandie, Bremen und Rex waren verbrannt oder durch Bomben versenkt. An neuen Rekordfahrten war nun niemand mehr interessiert, denn wer es eilig hatte, nahm das Flugzeug. Die Cunard Line konnte nun den großen Traum eines wöchentlichen Liniendienstes mit zwei 80.000-Tonnern erfüllen, denn Queen Mary und Queen Elizabeth hatten den Krieg unbeschadet überstanden. Die Queen Elizabeth sollte aber keinen neuen Rekord aufstellen. Von Seiten der Cunard Line bestand kein Interesse. Auf der anderen Seite des Atlantiks sah das ein wenig anders aus. Während des Weltkriegs hatten die Amerikaner die Erfahrung machen müssen, dass es ihnen an großen und schnellen Passagierschiffen zum Transport für Truppen mangelte. Dies führte dazu, dass man einen neuen „Liner“ projektierte, der in Friedenszeiten den Atlantik durchpflügen sollte und bei Kriegszeiten schnell als Truppentransporter genutzt werden konnte.
1952 ging dieses Schiff, getauft auf den Namen United States (53.329 BRT), in den zivilen Dienst für die United States Lines. Am 3. Juni 1952 lief die United States unter dem Kommando von Kapitän Harry Manning zur Jungfernfahrt von New York nach Southampton aus. Nach 3 Tagen, 10 Stunden und 40 Minuten erreichte das Schiff die alte Welt und erreichte ein Mittel von 35,59 Knoten, fast 4 Knoten mehr als die Queen Mary. Auf der Heimreise erreichte das Schiff 34,51 Knoten und war 3 Tage, 12 Stunden und 12 Minuten unterwegs. Die Queen Mary war in beide Richtungen geschlagen und die USA hatten nach einhundert Jahren wieder einen Rekordhalter unter den Stars and Stripes. Die Maschinenanlage leistete unglaubliche 240.000 PSw, womit die projektierte Dienstgeschwindigkeit von 31 Knoten ohne Mühe erreicht werden konnte. Da das Schiff in Notzeiten auch einer militärischen Nutzung zugeführt werden sollte und das US-Militär auch an der Finanzierung beteiligt war, wurde die mögliche Höchstgeschwindigkeit lange geheim gehalten. Bei Probefahrten erreichte die United States fast unglaubliche 40 Knoten, annähernd 75 km/h. Erstaunlich war, dass bei der Konstruktion des Schiffes eine „absolute“ Feuersicherheit verlangt wurde, weswegen sich nichts brennbares an Bord befand außer den Hackklötzen der Fleischer und dem Konzertflügel. Die Rettungsboote bestanden aus Aluminium. Die United States stieg dann in den regulären 14-täglichen Liniendienst New York-Southampton ein, der bald bis Bremerhaven erweitert wurde. Eine Reise in der 1. Klasse schlug mit 4850 Mark zu Buche, innerbords auf Höhe der Wasserlinie waren es 780 Mark.
Die Situation begann sich auf der Transatlantik-Route nun deutlich zu ändern. Fluglinien nahmen mehr und mehr den Schiffen die Passagiere ab. Teilte man sich in den fünfziger Jahren noch zu gleichen Anteilen das Passagieraufkommen, so ging ab 1960 bedingt durch Düsenflugzeuge diese Entwicklung sehr zu Ungunsten des Schiffes aus. Die Reedereien wollten und konnten dieser Entwicklung nicht tatenlos zusehen. Neue Rekordfahrten gab es nicht mehr, es war auch unmöglich, mit dem Schiff schneller als das Flugzeug zu sein, aber mit Luxus und viel Platz hoffte man die Passagiere zurückzugewinnen. In den sechziger Jahren wurden eine Reihe der schönsten Liner gebaut. So 1961 die France (66.348 BRT) der Compagnie Générale Transatlantique oder die Schwesterschiffe Raffaelo und Michelangelo (je 45.933 BRT) aus den Jahren 1963/65 der Italia S.A.N., aber die Situation begann sich nicht zu bessern. 1967 nahm Cunard die Queen Mary aus dem Verkehr und 1968 wurde auch die Queen Elizabeth aufgelegt. Bis zum Beginn der siebziger Jahre waren bis auf die staatlich subventionierten Liniendienste alle Dienste eingestellt. 1969 hieß es auch für das schnellste Schiff der Welt, der Speed Queen of the Atlantic, der United States, „alle Maschinen stopp“, und sie wurde im Marinestützpunkt von Newport News an die Pfähle gebunden. Bis in die siebziger Jahre waren alle Liniendienste eingestellt, das Flugzeug hatte den Sieg davongetragen, und die Geschichte des Blauen Bandes endete. Das Schifffahrtsmuseum zu New York bekam die Treuhänderschaft für die Hales-Trophäe übertragen.
1968 bis 2008 fuhr die Queen Elizabeth 2 (65.863 BRT) als der letzte wirkliche Liner auch die Transatlantik-Route. Abgelöst wurde sie durch die Queen Mary 2, die neben der Atlantikroute auch Kreuzfahrten unternimmt.

## Rekordhalter
| Name                     | Reederei                           | Rekord auf Westkurs | Rekord auf Westkurs | Rekord auf Ostkurs | Rekord auf Ostkurs | Leistung    | Tonnage    | Land    |
| Name                     | Reederei                           | Jahr                | Geschw.             | Jahr               | Geschw.            | Leistung    | Tonnage    | Land    |
| ------------------------ | ---------------------------------- | ------------------- | ------------------- | ------------------ | ------------------ | ----------- | ---------- | ------- |
| Sirius                   | B&A                                | Apr. 1838           | 08,03 kn            | Mai 1838           | 07,31 kn           | 000.320 PSi | 0.0703 BRT | UK      |
| Great Western            | Great Western S.S. Co.             | Apr. 1838           | 08,66 kn            | Mai 1838           | 09,14 kn           | 000.750 PSi | 01.320 BRT | UK      |
| Britannia                | Cunard Line                        | −                   | −                   | Aug. 1840          | 10,98 kn           | 000.750 PSi | 01.135 BRT | UK      |
| Columbia                 | Cunard Line                        | Juni 1841           | 9,78 kn             | Apr. 1843          | 11,11 kn           | 000.750 PSi | 01.135 BRT | UK      |
| Hibernia                 | Cunard Line                        | −                   | −                   | Mai 1843           | 11,18 kn           | 001.040 PSi | 01.422 BRT | UK      |
| Cambria                  | Cunard Line                        | Juli 1845           | 10,71 kn            | −                  | −                  | 001.040 PSi | 01.422 BRT | UK      |
| America                  | Cunard Line                        | Juni 1848           | 11,71 kn            | −                  | −                  | 002.000 PSi | 01.826 BRT | UK      |
| Europa                   | Cunard Line                        | Okt. 1848           | 11,79 kn            | −                  | −                  | 002.000 PSi | 01.834 BRT | UK      |
| Canada                   | Cunard Line                        | −                   | −                   | Juli 1849          | 12,38 kn           | 002.000 PSi | 01.831 BRT | UK      |
| Asia                     | Cunard Line                        | Mai 1850            | 12,25 kn            | −                  | −                  | 002.400 PSi | 02.226 BRT | UK      |
| Pacific                  | Collins Line / U.S. Mail           | Sep. 1850           | 12,46 kn            | Mai 1851           | 13,03 kn           | 003.000 PSi | 02.707 BRT | USA     |
| Baltic                   | Collins Line / U.S. Mail           | Aug. 1851           | 12,91 kn            | −                  | −                  | 003.000 PSi | 02.707 BRT | USA     |
| Arctic                   | Collins Line / U.S. Mail           | −                   | −                   | Feb. 1852          | 13,06 kn           | 003.000 PSi | 02.856 BRT | USA     |
| Persia                   | Cunard Line                        | Apr. 1856           | 13,11 kn            | Apr. 1856          | 13,46 kn           | 004.000 PSi | 03.300 BRT | UK      |
| Scotia                   | Cunard Line                        | Juli 1863           | 14,46 kn            | Dez. 1863          | 14,16 kn           | 004.700 PSi | 03.871 BRT | UK      |
| City of Brussels         | Inman Line                         | −                   | −                   | Dez. 1869          | 14,74 kn           | 003.000 PSi | 03.081 BRT | UK      |
| Adriatic                 | White Star Line                    | Mai 1872            | 14,53 kn            | −                  | −                  | 003.000 PSi | 03.888 BRT | UK      |
| Baltic                   | White Star Line                    | −                   | −                   | Jan. 1873          | 15,09 kn           | 003.000 PSi | 03.707 BRT | UK      |
| Germanic                 | White Star Line                    | Aug. 1875           | 14,65 kn            | −                  | −                  | 005.400 PSi | 05.008 BRT | UK      |
| City of Berlin           | Inman Line                         | Sep. 1875           | 15,21 kn            | Okt. 1875          | 15,37 kn           | 005.200 PSi | 05.527 BRT | UK      |
| Germanic                 | White Star Line                    | −                   | −                   | Feb. 1876          | 15,79 kn           | 005.400 PSi | 05.008 BRT | UK      |
| Britannic                | White Star Line                    | Nov. 1876           | 15,43 kn            | Dez. 1876          | 15,94 kn           | 005.400 PSi | 05.004 BRT | UK      |
| Arizona                  | Guion Line                         | −                   | −                   | Juli 1879          | 15,96 kn           | 006.400 PSi | 05.147 BRT | UK/USA  |
| Alaska                   | Guion Line                         | Apr. 1882           | 16,07 kn            | Juni 1882          | 16,81 kn           | 011.000 PSi | 06.932 BRT | UK/USA  |
| Oregon                   | Guion Line                         | Apr. 1884           | 18,56 kn            | Apr. 1884          | 17,12 kn           | 012.500 PSi | 07.375 BRT | UK/USA  |
| America                  | National Line                      | −                   | −                   | Apr. 1884          | 17,78 kn           | 008.000 PSi | 05.528 BRT | UK      |
| Oregon                   | Cunard Line                        | −                   | −                   | Aug. 1884          | 18,18 kn           | 012.500 PSi | 07.375 BRT | UK      |
| Etruria                  | Cunard Line                        | Aug. 1885           | 18,73 kn            | Aug. 1885          | 18,44 kn           | 014.500 PSi | 07.718 BRT | UK      |
| Umbria                   | Cunard Line                        | Juni 1887           | 19,22 kn            | −                  | −                  | 014.500 PSi | 07.718 BRT | UK      |
| City of Paris            | Inman & International S.S. Co.     | Mai 1889            | 19,95 kn            | Mai 1889           | 20,03 kn           | 020.000 PSi | 10.499 BRT | UK/USA  |
| Teutonic                 | White Star Line                    | Aug. 1891           | 20,10 kn            | −                  | −                  | 017.500 PSi | 09.984 BRT | UK      |
| Majestic                 | White Star Line                    | Aug. 1891           | 20,35 kn            | −                  | −                  | 017.500 PSi | 09.984 BRT | UK      |
| City of New York         | Inman & International S.S. Co.     | −                   | −                   | Aug. 1892          | 20,11 kn           | 020.000 PSi | 10.499 BRT | UK/USA  |
| Campania                 | Cunard Line                        | Juni 1893           | 21,12 kn            | Mai 1893           | 21,30 kn           | 030.000 PSi | 12.950 BRT | UK      |
| Lucania                  | Cunard Line                        | Aug. 1894           | 21,65 kn            | Mai 1894           | 21,81 kn           | 030.000 PSi | 12.952 BRT | UK      |
| Kaiser Wilhelm der Große | Norddeutscher Lloyd                | Apr. 1898           | 22,29 kn            | Nov. 1897          | 22,33 kn           | 031.000 PSi | 14.349 BRT | D       |
| Deutschland              | HAPAG                              | Juli 1900           | 22,42 kn            | Juli 1900          | 22,84 kn           | 037.800 PSi | 16.502 BRT | D       |
| Kronprinz Wilhelm        | Norddeutscher Lloyd                | Sep. 1902           | 23,09 kn            | −                  | −                  | 036.000 PSi | 14.908 BRT | D       |
| Kaiser Wilhelm II.       | Norddeutscher Lloyd                | −                   | −                   | Juni 1904          | 23,58 kn           | 044.500 PSi | 19.361 BRT | D       |
| Lusitania                | Cunard Line                        | Okt. 1907           | 23,99 kn            | Okt. 1907          | 23,61 kn           | 076.000 PSw | 31.550 BRT | UK      |
| Mauretania               | Cunard Line                        | Sep. 1909           | 26,06 kn            | Dez. 1907          | 23,69 kn           | 078.000 PSw | 31.938 BRT | UK      |
| Bremen                   | Norddeutscher Lloyd                | Juli 1929           | 27,83 kn            | Juli 1929          | 27,91 kn           | 130.000 PSw | 51.656 BRT | D       |
| Europa                   | Norddeutscher Lloyd                | März 1930           | 27,91 kn            | −                  | −                  | 130.000 PSw | 49.746 BRT | D       |
| Rex                      | Italia S.A.N.                      | Aug. 1933           | 28,92 kn            | −                  | −                  | 142.000 PSw | 51.062 BRT | Italien |
| Normandie                | Compagnie Générale Transatlantique | Juni 1935           | 29,98 kn            | Juni 1935          | 30,31 kn           | 165.000 PSw | 79.280 BRT | F       |
| Queen Mary               | Cunard-White Star                  | Aug. 1936           | 30,14 kn            | Aug. 1936          | 30,63 kn           | 200.000 PSw | 80.774 BRT | UK      |
| United States            | United States Lines                | Juli 1952           | 34,51 kn            | Juli 1952          | 35,59 kn           | 240.000 PSw | 53.329 BRT | USA     |

1. ↑  PSi: indizierte Leistung bei Kolbendampfmaschinen; mit dem Indikator an der Maschine gemessen (Produkt von Druck, Kolbenfläche und Kolbengeschwindigkeit)
2. ↑  PSw: Wellenleistung bei Turbinen; an der Propellerwelle gemessen (Produkt von Drehmoment und Drehzahl)

## Die Katamaran-Fähren
Seit 1989 werden die Rekordfahrten auf der Transatlantik-Route durch Katamaran-Fährschiffe fortgesetzt.
- 1989 Hoverspeed Great Britain, Großbritannien, 36,97 kn (68,5 km/h)
- 1990 Sea Cat, Großbritannien, 37,99 kn (70 km/h)
- 1996 Catalonia, Spanien, 38,65 kn (72 km/h).[2]
- 1998 Cat Link V, Dänemark, 41,025 kn (76 km/h)

Die Anerkennung dieser Rekorde wird allerdings kontrovers diskutiert. Das Schifffahrtsmuseum zu New York weigerte sich, die Hales-Trophäe herauszugeben und den Rekord der Hoverspeed Great Britain anzuerkennen. Erst durch einen Gerichtsbeschluss wurde die Trophäe an den US-amerikanischen Großreeder James B. Sherwood ausgehändigt. Gegen die Katamarane spricht, dass das Blaue Band ausschließlich für Schiffe bestimmt war, die in einem regelmäßigen Liniendienst von Europa nach Nordamerika eingesetzt sind. Dies trifft auf die Katamarane eindeutig nicht zu, sie sind für Fährdienste im Ärmelkanal, Kattegat oder in der Straße von Gibraltar gedacht und mittlerweile auch alle dort im Einsatz. Jeder Katamaran hat die Atlantik-Überquerung nur zu Werbezwecken unternommen.